# 3284 Niebuhr
A 3284 Niebuhr (ideiglenes jelöléssel 1953 NB) a Naprendszer kisbolygóövében található aszteroida. J. A. Bruwer fedezte fel 1953. július 13-án.